# 魔女と百騎兵2
『魔女と百騎兵2』（マジョトヒャッキヘイ ツー）は、日本一ソフトウェアより2017年2月23日に発売されたPlayStation 4用ゲームソフト。
2013年にPlayStation 3で発売され、2015年にはPS4でリメイクされたアクションRPG『魔女と百騎兵』の続編。

## 概要
2015年のPS4版『魔女と百騎兵 Revival』発表時にアナウンスされていた。『魔女と百騎兵』の魔女メタリカの物語は前作で完結しているため、魔女をはじめとしたキャラクターは入れ替わり、新しいストーリーとなる。
BD-ROMで発売される通常版、PlayStation Storeでのダウンロード版、特典を同梱した初回限定版の3つの形態で発売される。
2017年5月25日にセガゲームスより、繁体中文字幕版が台湾、香港、シンガポール、マレーシア、インドネシア、タイ、フィリピン、ベトナムの8カ国・地域で発売。

## ストーリー
ケヴァラの世界には魔女病と言われる不治の病が発生していた。若い少女のみが発症するこの病にかかった者はやがて額に第三の眼が現れ、それが開いたとき魔女として覚醒する。そして魔女となった者は恐ろしい魔力により周囲にとてつもない被害を与える。ケヴァラに住む人々はヴァイスリッターという組織を作り、魔女に対抗していた。このヴァイスリッターに所属するアマリエとその妹ミルムも魔女によって親を亡くした姉妹だった。しかし、ある時妹のミルムが魔女病にかかり、魔女チェルカとして覚醒してしまう。

## 登場人物
百騎兵
声 - 水原薫
本作のプレイヤーキャラクター。真っ黒な体で手には剣を持っている。意思疎通は可能だが、会話はできない。
アマリエ
声 - 三澤紗千香
魔女に対抗する組織・ヴァイスリッターに所属する少女。水色の髪をしており両サイドでお下げにしている。頭には赤いリボンをつけている。ミルムという妹がいる。
ミルム
声 - 潘めぐみ
アマリエの妹。髪は姉と同じく水色だがショートヘア。魔女病になってしまい、手術の失敗から魔女チェルカとして覚醒してしまう。
チェルカ
声 - 潘めぐみ
ミルムが魔女化した姿。額には第三の瞳が輝き、強大な魔力を持つ。しかし、覚醒が不完全なため、ミルムに戻る時がある。
フニンムギン
声 - 津田健次郎
チェルカの使い魔のカラス。オスだがお姉さま言葉でしゃべる。